# Oregodasys norenburgi
Oregodasys norenburgi is een buikharige uit de familie van de Thaumastodermatidae. De wetenschappelijke naam van de soort werd voor het eerst geldig gepubliceerd in 2010 door Hochberg.